# Синдром лізису пухлини
Синдром лізису пухлини (СЛП) — це група метаболічних порушень, які можуть виникати як ускладнення лікування раку, коли велика кількість пухлинних клітин гине (лізується) вивільняючи їхній вміст у кров. Це явище найчастіше трапляється після лікування лімфом та лейкемій, зокрема при лікуванні неходжкінської лімфоми, гострого мієлоїдного лейкозу та гострого лімфобластного лейкозу. Це потенційно фатальне ускладнення, і люди з підвищеним ризиком розвитку СЛП повинні перебувати під пильним наглядом під час хіміотерапії та повинні отримувати профілактичні заходи та лікування за необхідності. СЛП також може виникати спонтанно (без лікування), хоча це трапляється рідше.
Синдром лізису пухлини характеризується підвищенням в крові калію (гіперкаліємія), фосфатів (гіперфосфатемія), зниженням рівню кальцію (гіпокальціємія), високим рівнем в крові сечової кислоти (гіперурикемія) та вищим за норму рівнем в крові азоту сечовини. Ці електролітні та метаболічні зміни є результатом потрапляння клітинного вмісту клітин, що відмирають, у кров. У цьому відношенні СЛП аналогічний рабдоміолізу, з подібним механізмом та змінами хімічного складу крові, але з іншою причиною. При СЛП розпад пухлини відбувається після цитотоксичної терапії або при новоутворенні з високим рівнем обміну та проліферації клітин. Метаболічні порушення, що спостерігаються при СЛП, можуть зрештою призвести до серйозних ускладнень, таких як гостра сечокисла нефропатія, гостра ниркова недостатність, судоми, серцеві аритмії та смерть.

## Ознаки та симптоми
- Гіперкаліємія. Калій переважно внутріклітинний іон. Висока плинність пухлинних клітин призводить до потрапляння калію в кров. Симптоми зазвичай не проявляються, доки рівень не досягає високого рівня (> 6,5 ммоль/л) [норма 3,5–5,0 ммоль/л], і вони включають[8]
  - серцебиття, порушення серцевої провідності та аритмії (можуть бути смертельними)
  - м'язова слабкість або параліч
- Гіперфосфатемія. Подібно калію, фосфати також переважно внутріклітинні іони. При СЛП гіперфосфатемія викликає гостру ниркову недостатність, через накопичення кристалів фосфату кальцію у паренхимі нирок.[2]
- Гіпокальціємія. Через гіперфосфатемію кальцій випадає в осад з утворенням фосфату кальцію, що призводить до гіпокальціємії.[2] Симптоми гіпокальціємії включають (але не обмежуються):[9]
  - тетанію
  - парестезію
  - м'язові спазми
  - м'язову слабість
  - раптові зміни розмової діяльності, емоціональна лабільність тощо
  - паркінсоноподібні (екстрапирамідні) порушення рухів
  - набряк сосочка очного дна
- Гіперурикемія та гіперурикозурія.[10] Масова загибель клітин та розпад ядер генерують велику кількість нуклеїнових кислот. З них пурини (аденін та гуанін) перетворюються на сечову кислоту шляхом деградації пуринів та виводяться з сечею. Однак при високих концентраціях, що утворюються внаслідок лізису пухлини, сечова кислота схильна до осадження у вигляді кристалів мононатрію урата. Гостра сечокисла нефропатія (ГСН) внаслідок гіперурикозурії є домінуючою причиною гострої ниркової недостатності, але з появою ефективних методів лікування гіперурикозурії ГСН стала менш поширеною причиною, ніж гіперфосфатемія. Два поширені стани, пов'язані з надлишком сечової кислоти, подагра та сечокислий нефролітіаз, не є ознаками синдрому лізису пухлини.
- Лататацидоз.[11][12]
- Синдром спонтанного лізису пухлини до початку лікування. Ця форма пов'язана з гострою нирковою недостатністю, спричиненою сечокислою нефропатією, до початку хіміотерапії, і значною мірою пов'язана з лімфомою та лейкемією. Важлива відмінність між цим синдромом та постхіміотерапевтичним синдромом полягає в тому, що спонтанний СЛП не пов'язаний з гіперфосфатемією. Одним з припущень щодо причини цього є те, що висока швидкість обміну клітин призводить до високого рівня сечової кислоти через обмін нуклеотидних основ, але пухлина повторно використовує вивільнений фосфат для росту нових пухлинних клітин. При СЛП після хіміотерапії пухлинні клітини руйнуються, і нові пухлинні клітини не синтезуються. СЛП найчастіше зустрічається під час цитотоксичного лікування гематологічних новоутворень.[13]

## Фактори ризику
Фактори ризику синдрому лізису пухлини залежать від різних характеристик пацієнта, типу раку та типу хіміотерапії, що використовується.
Характеристики пухлини: пухлини з високою швидкістю оновлення клітин, швидким ростом та великою масою пухлини частіше пов'язані з розвитком синдрому лізису пухлини. Найпоширенішими пухлинами, пов'язаними з цим синдромом, є низькодиференційовані лімфоми (такі як лімфома Беркітта), інші неходжкінські лімфоми, гострий лімфобластний лейкоз та гострий мієлоїдний лейкоз. Інші види раку (такі як меланома) також пов'язані з синдромом СЛП, але зустрічаються рідше.
Характеристики пацієнта: підвищений базовий рівень креатиніну сироватки крові, ниркова недостатність, зневоднення та інші проблеми, що впливають на потік сечі або кислотність сечі.
Характеристики хіміотерапії: хіміочутливі пухлини, такі як лімфоми, несуть підвищений ризик розвитку синдрому лізису пухлини. Зазвичай, схема провокуючих ліків включає комбіновану хіміотерапію, але СЛП може бути спровокований у онкологічних пацієнтів лише стероїдним лікуванням, а іноді й без будь-якого лікування — у цьому випадку стан називають «синдромом спонтанного лізису пухлини».

## Діагностика
СЛП слід підозрювати у людей з великим пухлинним навантаженням, у яких розвивається гостра ниркова недостатність разом з гіперурикемією (> 15 мг/дл) або гіперфосфатемія (> 8 мг/дл). Більшість інших випадків гострої ниркової недостатності виникають при рівні сечової кислоти < 12 мг/дл та фосфат < 6 мг/дл. Гостра сечокисла нефропатія пов'язана з невеликим або відсутнім діурезом. Аналіз сечі може показати кристали сечової кислоти або аморфні урати. Гіперсекрецію сечової кислоти можна виявити за високим співвідношенням сечової кислоти до креатиніну в сечі > 1,0, порівняно зі значенням 0,6–0,7 для більшості інших причин гострої ниркової недостатності.

### Визначення Каїр-Бішоп
У 2004 році дослідники Каїр та Бішоп визначили систему класифікації синдрому лізису пухлини.
- Синдром лізису пухлини в лабораторних умовах: аномалія у двох або більше з перелічених нижче симптомів, що виникає протягом трьох днів до або семи днів після хіміотерапії.
  - сечова кислота > 8 мг/дл або збільшення на 25 %
  - калій > 6 мекв/л або збільшення на 25 %
  - фосфат > 4,5 мг/дл або збільшення на 25 %
  - кальцій < 7 мг/дл або зниження на 25 %
- Клінічний синдром лізису пухлини: лабораторний синдром лізису пухлини плюс один або декілька з наступних симптомів:
  - підвищений рівень креатиніну в сироватці крові (у 1,5 раза вище верхньої межі норми)
  - серцева аритмія або раптова смерть
  - напад

Шкала оцінювання (0–5) використовується залежно від наявності лабораторних показників СЛП, рівня креатиніну сироватки крові, аритмій або судом.

### Визначення Говарда
У 2011 році Говард запропонував уточнення стандартного визначення СЛП за методом Каїра-Бішопа, враховуючи 2 обмеження:
- Щоб вважатися пов'язаними з СЛП, повинні бути присутніми одночасно два або більше відхилень від лабораторних показників електролітів. Фактично, у деяких пацієнтів може спостерігатися одна аномалія, але пізніше може розвинутися інша, не пов'язана з синдромом СЛП (наприклад, гіпокальціємія, пов'язана із сепсисом).[2]
- Зміна на 25 % від початкового рівня не повинна вважатися критерієм, оскільки таке підвищення рідко має клінічне значення, якщо значення вже не виходить за межі норми.[2]

Більше того, будь-яка симптоматична гіпокальціємія повинна вважатися клінічним проявом СЛП.

## Профілактика
Важливо запобігати небезпечним для життя проявам, пов'язаним з СЛП, які включають гостре ураження нирок, гіперкаліємію (яка може спричинити серцеві аритмії) та/або гіпокальціємію (яка може спричинити серцеві аритмії та нервово-м'язову подразливість).
Гостре ураження нирок: пацієнти з ризиком розвитку СЛП (наприклад, пацієнти, які збираються отримувати хіміотерапію з приводу раку з високою швидкістю оновлення клітин, особливо лімфом та лейкемій), повинні отримувати відповідну внутрішньовенну гідратацію, щоб покращити кровотік до нирок, максимізувати діурез і, зрештою, запобігти осадженню кристалів сечової кислоти, що може призвести до гострого ураження нирок. Для подальшого збільшення діурезу, окрім внутрішньовенної гідратації, також може бути показаний сечогінний засіб. Інший підхід до запобігання пошкодженню нирок полягає у запобіганні накопиченню сечової кислоти під час СЛП, і цього можна досягти за допомогою алопуринолу або расбурикази. Алопуринол (інгібітор ксантиноксидази, який пригнічує вироблення сечової кислоти) діє, запобігаючи утворенню сечової кислоти після лізису пухлинних клітин. Расбуриказа — це синтетичний фермент уратоксидази, який діє шляхом розщеплення сечової кислоти. Жодні чинні рекомендації не схвалюють одночасне застосування алопуринолу та расбурикази. Не рекомендується підлужувати сечу при лікуванні синдрому СЛП, хоча це збільшує розчинність уратів, це також призводить до утворення кристалів фосфату кальцію.
Гіперкаліємія: частий моніторинг рівня калію в крові та моніторинг серцевої діяльності (враховуючи ризик серцевих аритмій) є важливими компонентами у запобіганні несприятливим наслідкам синдрому СЛП. Можуть бути корисними інші стратегії, такі як обмеження перорального споживання калію та виведення калію через шлунково-кишковий тракт за допомогою таких засобів, як пероральний полістиролсульфонат натрію. Також можна використовувати інсулінотерапію (у поєднанні з введенням глюкози), а також агоністи бета-рецепторів (такі як альбутерол), але це тимчасові заходи, і калій не виводиться з організму. Гемодіаліз та гемофільтрація також можуть бути використані як варіанти видалення калію з кровотоку за наявності гіперкаліємії.
Гіпокальціємія: гіперфосфатемія є поширеним явищем при синдромі СЛП, а високий рівень фосфору, у свою чергу, може сприяти гіпокальціємії. Таким чином, фосфат-зв'язуючі речовини можуть бути корисними для запобігання цій формі гіпокальціємії.

## Лікування
Лікування в першу чергу спрямоване на вирішення конкретного метаболічного порушення.
Загалом, расбуриказа та гідратація є основними методами лікування пацієнтів з клінічними ознаками синдрому лізису пухлини. Для підтримки належного вироблення сечі нирками також може бути показаний петльовий діуретик. Подальше лікування спрямоване на вирішення специфічних метаболічних порушень, присутніх у пацієнтів з СЛП. Легку гіперкаліємію без симптомів можна лікувати петльовим діуретиком та полістиролсульфонатом натрію, тоді як у випадках тяжкої гіперкаліємії можна призначати тимчасовий засіб, такий як швидкодіючий інсулін (у поєднанні з глюкозою), та засіб для стабілізації серцевих мембран, такий як карбонат кальцію. Щодо симптомів, пов'язаних з гіпокальціємією (наприклад, судом), у пацієнтів із синдромом СЛП їх можна лікувати глюконатом кальцію. Пацієнтам з лізисом пухлини може зрештою також знадобитися замісна ниркова терапія, така як гемодіаліз, якщо є показання.

## Прогноз
Рівень смертності від синдрому лізису пухлини може значно варіюватися залежно від типу основного злоякісного новоутворення. Однак, виникнення гострого ураження нирок викликає занепокоєння, враховуючи високу смертність, яка зазвичай з ним пов'язана.